# Adam Kopciuszewski
Adam Kopciuszewski (ur. 28 listopada 1945 w Katowicach) – polski aktor teatralny i filmowy, dyrektor teatrów.

## Życiorys
Syn Adama Kopciuszewskiego (1897-1967) - solisty Opery Śląskiej w Bytomiu. Ukończył Śląskie Techniczne Zakłady Naukowe w Katowicach oraz Państwową Wyższą Szkołę Teatralną w Krakowie (1969). Był aktorem Teatru Muzycznego w Gdyni (1969-1970), Teatru Polskiego w Bielsku-Białej (1970-1972), Teatru Śląskiego im. Stanisława Wyspiańskiego w Katowicach (1972-1979), Teatru Zagłębia w Sosnowcu (1979-1986, 1989-1997, 2011-2012). Ponadto pełnił funkcję dyrektora naczelnego i artystycznego placówek w Zabrzu (1986-1989) oraz Sosnowcu (1997-2011). Wystąpił także w dziesięciu spektaklach Teatru Telewizji (1966-2011). 
Podczas kariery artystycznej trzykrotnie był laureatem Złotej Maski (1988, 1999, 2002).

## Filmografia
- Sól ziemi czarnej (1969) - powstaniec
- „Anna” i wampir (1981) - milicjant
- Blisko, coraz bliżej (1982) - odc. 2
- Pętla dla obcego (1984)
- Angelus (2001) - minister
- The Last Waltz (2014) - attache wojskowy